# Glaciar Canadá
El glaciar Canadá es un pequeño glaciar que fluye hacia el sudeste hacia el lado norte del valle Taylor en la Tierra de Victoria, Antártida. Su época de fusión es en verano.

## Descripción
El glaciar recibe menos de 10 cm de nieve al año y es (técnicamente) un ecosistema. Su fusión estacional alimenta el lago Hoare hacia el oeste y el lago Fryxell hacia el este. En el lado norte se encuentran los acantilados Hothem.

## Historia
El glaciar fue descubierto y nombrado en el curso de la Expedición Terra Nova (1910-1913), al mando de Robert Scott. Charles S. Wright, un físico canadiense, fue miembro del grupo que exploró el área en 1911.

## Zona Especialmente Protegida
Un área de aproximadamente 1 km² en el lado este del glaciar está protegida bajo el Sistema del Tratado Antártico como Zona Antártica Especialmente Protegida (ZAEP) número 131 porque es una de las zonas con vegetación de briofitas y algas más ricas en la región de los valles secos de McMurdo. Es excepcionalmente importante no solo por sus valores ecológicos y biológicos, sino también como un sitio de referencia para otros ecosistemas similares. El sitio comprende un terreno inclinado libre de hielo con estanques de verano y arroyos de agua de deshielo. Es inusual en recibir flujos de agua más constantes que en muchas otras partes de la región de los Valles Secos, y está protegido de los fuertes vientos por la cara glaciar de 20 metros de altura.

## Reclamaciones territoriales
El área es reclamada por Nueva Zelanda como parte de la Dependencia Ross. Esta reclamación sólo es reconocida por unos pocos países y desde la firma del Tratado Antártico en 1959, lo mismo que otras reclamaciones antárticas, han quedado sujetas a sus disposiciones.